# Henry Murray (Psychologe)

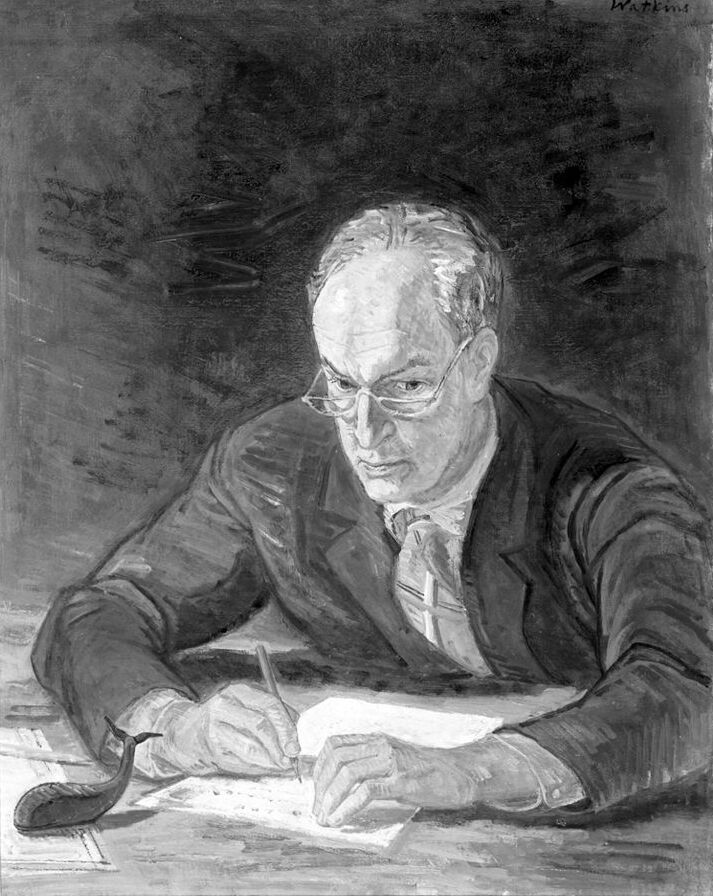
Zeichnung von Henry Murray

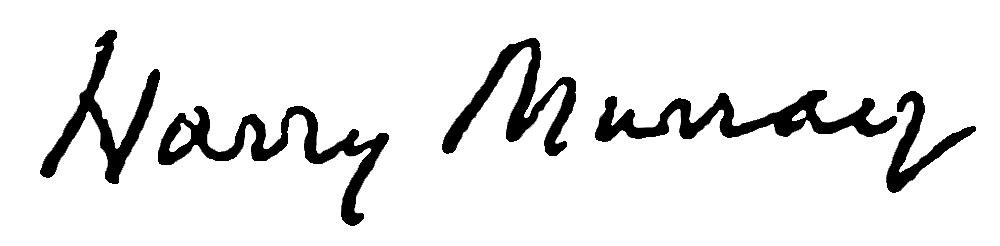

Henry Alexander Murray (* 13. Mai 1893 in New York City; † 23. Juni 1988 in Cambridge, Massachusetts) war ein US-amerikanischer Psychologe, der über dreißig Jahre lang an der Harvard University lehrte. 1935 wurde er in die American Academy of Arts and Sciences gewählt.

## Wirken
Von Darwin, McDougall und Freud beeinflusst führte Murray in den 1930er Jahren an der Harvard Psychological Clinic gemeinsam mit zahlreichen Kollegen eine umfangreiche Studie zur menschlichen Persönlichkeit durch. Ihre Ergebnisse bildeten die Grundlage seines 1938 erschienenen Hauptwerkes Explorations in Personality, das die Motivationspsychologie bis heute prägt. In diesem Buch entwickelte Murray eine Theorie der Persönlichkeit, in deren Zentrum die Begriffe need, press und thema stehen.
Für die in einem Organismus wirkenden motivierenden Kräfte gab es seinerzeit unterschiedliche Ausdrücke: inclinations, drives, instincts, needs, impulses usw. Murray entschied sich für die Bezeichnung „Bedürfnis“ (need); synonym dazu nutzte er „Trieb“ (drive).
Murrays Begriff des Bedürfnisses umfasst zwei Aspekte:
1. Ein Bedürfnis ist für ihn einerseits ein temporäres Geschehen. Es entsteht, dauert an und vergeht; es ist eine Folge von Kräften, keine statische Entität.
2. Ein Bedürfnis beschreibt er daneben als ein beständiges Persönlichkeitsmerkmal. Es besteht in der Bereitschaft, auf eine bestimmte Art und Weise unter gegebenen Umständen zu reagieren.

Den dynamischen Prozess des Bedürfnisgeschehens kennzeichnet er als eine in der Gehirnregion zu lokalisierende Kraft,
- die anfangs lediglich einen vagen Mangel oder Druck darstellen kann, der subjektiv zum Erlebnis von Unruhe, Unbehagen und Unzufriedenheit führt, und die als blinder Impuls zunächst keine Ahnung davon haben muss, was sie braucht,
- die als ein vormotorisches Spannungsgefühl erfahren wird, das uns antreibt und das nicht nachlässt, bis eine bestimmte Situation eingetreten ist,
- die Wahrnehmung, Denken und Handeln organisiert und die gewöhnlich zu einem bestimmten Verhalten (oder einer Phantasie) führt, das (wenn der Organismus kompetent ist und die äußeren Widerstände nicht unüberwindbar sind) die bestehenden Umstände so verändert, dass eine Endsituation entsteht, die den Organismus beruhigt oder befriedigt.[4]

Murrays Konzeption zufolge hat jedes Bedürfnis neben dem energetischen oder quantitativen auch einen typischen richtungsbezogenen oder qualitativen Aspekt, der es von anderen Bedürfnissen unterscheidet. Als erstes unterscheidet Murray hierbei zwischen primären, viszerogenen und sekundären, psychogenen Bedürfnissen. Viszerogene Bedürfnisse werden von periodischen körperlichen Ereignissen hervorgerufen und gestillt.
| Wirkrichtung                                                              | Auslöser (Ergebnis)           | Bedürfnis                         | Bedürfnis                         | Handlung |
| ------------------------------------------------------------------------- | ----------------------------- | --------------------------------- | --------------------------------- | --- |
| Positiv (Organismus wird zu Objekten hingetrieben)                        | Mangel (führt zur Aufnahme)   | Einatmen (Inspiration)            | Einatmen (Inspiration)            | |
| Positiv (Organismus wird zu Objekten hingetrieben)                        | Mangel (führt zur Aufnahme)   | Wasser (Water)                    |                                   | |
| Positiv (Organismus wird zu Objekten hingetrieben)                        | Mangel (führt zur Aufnahme)   | Nahrung (Food)                    |                                   | |
| Positiv (Organismus wird zu Objekten hingetrieben)                        | Mangel (führt zur Aufnahme)   | Empfindung (Sentience)            | Empfindung (Sentience)            | Sinnliche Eindrücke suchen und genießen (taktile, olfaktorische, geschmackliche, akustische, visuelle Wahrnehmungen; Bewegungen), künstlerische Aktivität |
| Positiv (Organismus wird zu Objekten hingetrieben)                        | Ausdehnung (führt zur Abgabe) | Absondern (Lebensquellen)         | Sex (Sex)                         | Erotische Beziehung aufbauen und pflegen, Geschlechtsverkehr haben                                                                                        |
| Positiv (Organismus wird zu Objekten hingetrieben)                        | Ausdehnung (führt zur Abgabe) | Absondern (Lebensquellen)         | Stillen (Lactation)               | |
| Negativ (Organismus wird dazu getrieben, sich von Objekten zu separieren) | Ausdehnung (führt zur Abgabe) | Ausscheiden (Abfall)              | Ausatmen (Expiration)             | |
| Negativ (Organismus wird dazu getrieben, sich von Objekten zu separieren) | Ausdehnung (führt zur Abgabe) | Ausscheiden (Abfall)              | Urinieren (Urination)             | |
| Negativ (Organismus wird dazu getrieben, sich von Objekten zu separieren) | Ausdehnung (führt zur Abgabe) | Ausscheiden (Abfall)              | Stuhlgang (Defecation)            | |
| Negativ (Organismus wird dazu getrieben, sich von Objekten zu separieren) | Schaden (führt zum Rückzug)   | Schadstoffe meiden (Noxavoidance) | Schadstoffe meiden (Noxavoidance) | Sich von schädlichen, ekelerregenden Objekten abwenden, husten, ausspucken, erbrechen                                                                     |
| Negativ (Organismus wird dazu getrieben, sich von Objekten zu separieren) | Schaden (führt zum Rückzug)   | Hitze meiden (Heatavoidance)      | Hitze meiden (Heatavoidance)      | Aufrechterhaltung angemessener Temperatur: Vermeidung von extremer Hitze und Kälte, Bekleiden des Körpers, Aufsuchen eines Unterschlupfs                  |
| Negativ (Organismus wird dazu getrieben, sich von Objekten zu separieren) | Schaden (führt zum Rückzug)   | Kälte meiden (Coldavoidance)      |                                   | Aufrechterhaltung angemessener Temperatur: Vermeidung von extremer Hitze und Kälte, Bekleiden des Körpers, Aufsuchen eines Unterschlupfs                  |
| Negativ (Organismus wird dazu getrieben, sich von Objekten zu separieren) | Schaden (führt zum Rückzug)   | Leidvermeidung (Harmavoidance)    | Leidvermeidung (Harmavoidance)    | Fliehen und verstecken, vermeiden von Infektionen, Schmerzen und Verletzungen durch Naturgefahren, Tiere, Unfälle, Brutalität                             |
|                                                                           |                               | Passivität (Passivity)            | Passivität (Passivity)            | Entspannung, Ruhe, Schlaf |

Das beste Kriterium zur Unterscheidung einzelner Bedürfnisse erblickt Murray in den Effekten, die durch das Subjekt erzeugt werden. Er geht davon aus, dass eine große Zahl von spezifischen Teilbedürfnissen (sub-needs) existiert. Jedes dieser Bedürfnisse ist zwar einzigartig, aufgrund von Gemeinsamkeiten lassen sie sich aber zu Klassen gruppieren. Diesen ordnet Murray jeweils ein Hauptbedürfnis (major need) zu. So umfasst das Nahrungsbedürfnis etwa einzelne Bedürfnisse nach verschiedenen Arten von Nahrungsmitteln (z. B. Salz, Zucker, Vitamine).
Die meisten viszerogenen Bedürfnisse (z. B. Hunger und Durst) scheinen, so Murray, angeboren zu sein. Auch die psychogenen Bedürfnisse ließen sich bei allen Völkern beobachten. In ihren Erscheinungsformen sind vor allem letztere aber in hohem Maße vom kulturellen Umfeld beeinflusst.
Psychogene Bedürfnisse haben keinen subjektiv lokalisierbaren körperlichen Ursprung. Sie werden von inneren Spannungen veranlasst und hängen von äußeren Bedingungen ab. Ihre Befriedigung erfolgt auf mentaler bzw. emotionaler Ebene.
| Bereich                                            | Bedürfnis                              | Bedürfnis                              | Handlung |
| -------------------------------------------------- | -------------------------------------- | -------------------------------------- | --- |
| Unbelebte Gegenstände                              | Erwerb (Acquisition)                   | Erwerb (Acquisition)                   | Besitz aneignen, Erwerbsarbeit                                                                                      |
| Unbelebte Gegenstände                              | Erhaltung (Conservance)                | Erhaltung (Conservance)                | Dinge reparieren, reinigen, vor Schaden bewahren                                                                    |
| Unbelebte Gegenstände                              | Ordnung (Order)                        | Ordnung (Order)                        | Dinge säubern, sortieren, organisieren, verstauen                                                                   |
| Unbelebte Gegenstände                              | Zurückbehalten (Retention)             | Zurückbehalten (Retention)             | Besitz wahren, sparsam und geizig sein                                                                              |
| Unbelebte Gegenstände                              | Konstruktion (Construction)            | Konstruktion (Construction)            | Organisieren und Bauen                                                                                              |
| Ehrgeiz, Leistungs- und Geltungsstreben            | Überlegenheit (Superiority)            | Leistung (Achievement)                 | Schwieriges vollbringen, etwas schnell tun, einen hohen Standard erreichen, sich selbst und andere übertreffen      |
| Ehrgeiz, Leistungs- und Geltungsstreben            | Überlegenheit (Superiority)            | Anerkennung (Recognition)              | Selbstdarstellung, prahlen, Respekt erwarten, nach hohem sozialen Status streben                                    |
| Ehrgeiz, Leistungs- und Geltungsstreben            | Überlegenheit (Superiority)            | Zurschaustellung (Exhibition)          | Selbstinszenierung, Aufmerksamkeit erregen, amüsieren, schockieren                                                  |
| Status verteidigen, Demütigung vermeiden           | Unverletzbarkeit (Inviolacy)           | Misserfolgsvermeidung (Infavoidance)   | Handeln unterlassen aus Angst zu versagen, Demütigung vermeiden                                                     |
| Status verteidigen, Demütigung vermeiden           | Unverletzbarkeit (Inviolacy)           | Selbstgerechtigkeit (Defendance)       | Versagen und Verfehlungen verbergen, sich gegen Kritik und Vorwürfe verteidigen                                     |
| Status verteidigen, Demütigung vermeiden           | Unverletzbarkeit (Inviolacy)           | Wettmachen (Counteraction)             | Demütigungen und Misserfolge durch erneutes Handeln auslöschen und wiedergutmachen (Form des Leistungsbedürfnisses) |
| Macht ausüben, widerstehen oder nachgeben          | Machtausübung (Dominance)              | Machtausübung (Dominance)              | Beeinflussen, kontrollieren, verbieten, diktieren, führen, überzeugen                                               |
| Macht ausüben, widerstehen oder nachgeben          | Ehrerbietung & Folgsamkeit (Deference) | Ehrerbietung & Folgsamkeit (Deference) | Bewundern, verehren, bereitwillig folgen, mit Freude dienen                                                         |
| Macht ausüben, widerstehen oder nachgeben          | Übereinstimmen (Similance)             | Übereinstimmen (Similance)             | Zustimmen, sich mit anderen identifizieren, nachahmen                                                               |
| Macht ausüben, widerstehen oder nachgeben          | Autonomie (Autonomy)                   | Autonomie (Autonomy)                   | Sich Einflussnahme widersetzen, Freiheit suchen, nach Unabhängigkeit streben                                        |
| Macht ausüben, widerstehen oder nachgeben          | Gegensätzlichkeit (Contrarience)       | Gegensätzlichkeit (Contrarience)       | Einzigartig, anders als andere sein, die Gegenseite vertreten                                                       |
| Sadomasochismus                                    | Aggression (Aggression)                | Aggression (Aggression)                | Jemanden beschuldigen, herabsetzen, angreifen, verletzen, schwer bestrafen                                          |
| Sadomasochismus                                    | Unterwürfigkeit (Abasement)            | Unterwürfigkeit (Abasement)            | Sich abwerten, ergeben, fügen, Strafe akzeptieren                                                                   |
| Hemmung                                            | Schuldvermeidung (Blamavoidance)       | Schuldvermeidung (Blamavoidance)       | Sozial nicht akzeptiertes Verhalten, Tadel und Bestrafung vermeiden                                                 |
| Zuneigung suchen, austauschen, geben, vorenthalten | Anschluss (Affiliation)                | Anschluss (Affiliation)                | Freundschaften eingehen und pflegen, sich anderen anschließen, gesellig sein, zusammenarbeiten, vertrauen, lieben   |
| Zuneigung suchen, austauschen, geben, vorenthalten | Zurückweisung (Rejection)              | Zurückweisung (Rejection)              | Ignorieren, diskriminieren, brüskieren, ausschließen                                                                |
| Zuneigung suchen, austauschen, geben, vorenthalten | Fürsorglichkeit (Nurturance)           | Fürsorglichkeit (Nurturance)           | Mitgefühl zeigen, Kindern und hilflosen Personen helfen                                                             |
| Zuneigung suchen, austauschen, geben, vorenthalten | Hilfesuchen (Succorance)               | Hilfesuchen (Succorance)               | Um Hilfe bitten, sich an einen fürsorglichen Elternteil halten, einem Beschützer nahe sein                          |
|                                                    | Spiel (Play)                           | Spiel (Play)                           | Unterhaltung suchen, spielen, lachen                                                                                |
| Fragen und erzählen                                | Erkennen (Cognizance)                  | Erkennen (Cognizance)                  | Erkunden, Fragen stellen, untersuchen, Neugierde befriedigen, Wissen suchen                                         |
| Fragen und erzählen                                | Erklären (Exposition)                  | Erklären (Exposition)                  | Informieren, demonstrieren, interpretieren, vortragen                                                               |
|                                                    | Verstehen (Understanding)              | Verstehen (Understanding)              | Analysieren, abstrahieren, unterscheiden, Relationen definieren, synthetisieren, verallgemeinern                    |

Murray selbst räumte ein, dass seine Klassifikation der Bedürfnisse noch nicht zur Gänze befriedigt. Es fehle ihr an eindeutigen Kriterien, um Bedürfnisse zu kategorisieren. Die auf ihn folgende Psychologengeneration (z. B. David McClelland) hat sich stärker der Untersuchung weniger, sehr breiter Motive (Leistung, Anschluss, Macht) gewidmet. Bei Murray selbst ist diese gröbere Untergliederung bereits angelegt. Er erblickt in den meisten Bedürfnissen, die er beschrieben hat, soziale Reaktionssysteme, die Subjekte dazu bringen, ihren Status zu erhöhen (1) bzw. ihn zu verteidigen (2), Zugehörigkeiten (affiliations) zu bilden und mit Verbündeten zusammenzuarbeiten sowie sie zu loben, zu lenken und sie zu verteidigen (3) oder feindlichen Objekten zu widerstehen (4).
Bedürfnisse werden in bestimmten Fällen ohne äußere Stimuli, allein durch innere Vorgänge (z. B. Suche nach Nahrung, Sexualpartner) ausgelöst. Häufig spielen jedoch Reize in der Umwelt eine entscheidende Rolle, um Bedürfnisse anzuregen. Murray bezeichnet ein anziehendes oder abstoßendes Objekt, das dem Lebewesen begegnet, als „press“. Unter press versteht er einen temporären Stimulus in der Umwelt, der dem Organismus in Gestalt einer drohenden Gefahr oder eines in Aussicht stehenden Vorteils erscheint. Meist trifft ein press den Organismus und regt ein Bedürfnis an. Ein Bedürfnis veranlasst den Organismus aber auch, nach einem press zu suchen bzw. es zu vermeiden, oder, wenn er ihm begegnet, sich ihm zuzuwenden und auf es zu reagieren.
Die Kombination aus press und need nennt Murry „thema“. Ein „Thema“ definiert er als die dynamische Struktur einer einzelnen Interaktion zwischen Lebewesen und Umwelt. Aufbauend auf diesem Konzept entwickelte Murray zusammen mit Christiana Morgan den Thematischen Auffassungstest (TAT).
1943 fertigte Murray in Zusammenarbeit mit zwei weiteren Wissenschaftlern ein Gutachten über die Persönlichkeit Adolf Hitlers für den damaligen US-amerikanischen Geheimdienst OSS an. Als Projektleiter fungierte dabei der Walter C. Langer. In dieser Persönlichkeitsstudie sollte vor allem das mögliche zukünftige Verhalten Hitlers im Hinblick auf die sich anbahnende Niederlage Deutschlands analysiert werden.

## Schriften
- Explorations in Personality. Oxford University Press, New York 1938 (online)
- What should psychologists do about psychoanalysis? In: Journal of Abnormal and Social Psychology, 35, 1940, S. 150–175
- Analysis of the Personality of Adolph Hitler: With Predictions of His Future Behavior and Suggestions for Dealing with Him Now and After Germany’s Surrender. 1943 (Gutachten für den US-Geheimdienst OSS) archive.org
- Assessment of Men: Selection of Personnel for the Office of Strategic Service. OSS Assessment Staff (Hrsg.). Rinehart, New York 1948